# مونته سان بیاجو
مونته سان بیاجو (به ایتالیایی: Monte San Biagio) یک کومونه در ایتالیا است که در استان لاتینا واقع شده‌است.
 مونته سان بیاجو ۶۶ کیلومتر مربع مساحت و ۶٬۳۲۴ نفر جمعیت دارد و ۱۳۳ متر بالاتر از سطح دریا واقع شده‌است.

## خواهرخوانده
شهر Saint-Romain-le-Puy خواهرخواندهٔ مونته سان بیاجو هست.